# Mike Bruner
Michael Lee "Mike" Bruner, född 23 juli 1956 i Omaha i Nebraska, är en amerikansk före detta simmare.
Bruner blev olympisk guldmedaljör på 200 meter fjäril vid sommarspelen 1976 i Montréal.